# Fonts baptismaux de Planguenoual

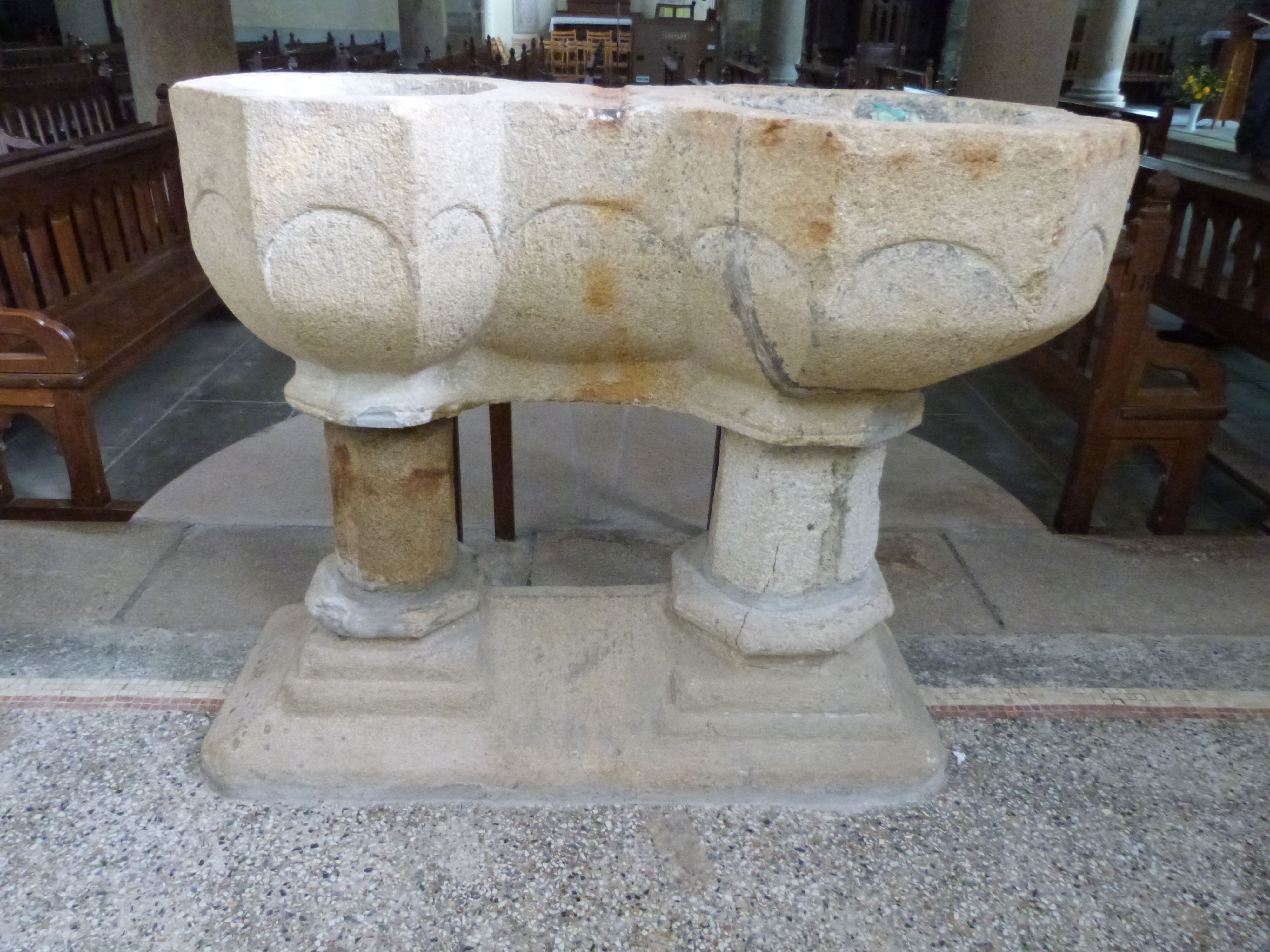
Fonts baptismaux à Planguenoual

Les fonts baptismaux de l'église Saint-Pierre-et-Saint-Paul à Planguenoual, une ancienne commune du département des Côtes-d'Armor dans la région Bretagne en France, datent du XVe siècle ou XVIe siècle. Les fonts baptismaux en granite, qui proviennent de l'ancienne église Notre-Dame, sont inscrits monuments historiques au titre d'objet depuis le 27 septembre 1982.